# Ron Tyson
Ron Tyson Presson (n. 8 februarie 1948) este un cântăreț tenor/falsetto și textier american. Tyson este tenorul actual al formației The Temptations, el ocupând acum postul făcut faimos de Eddie Kendricks la sfârșitul anilor '60.